# Scopula atra
Scopula atra är en fjärilsart som beskrevs av Hans Rebel 1914. Scopula atra ingår i släktet Scopula och familjen mätare. Inga underarter finns listade.